# Operation Endsweep

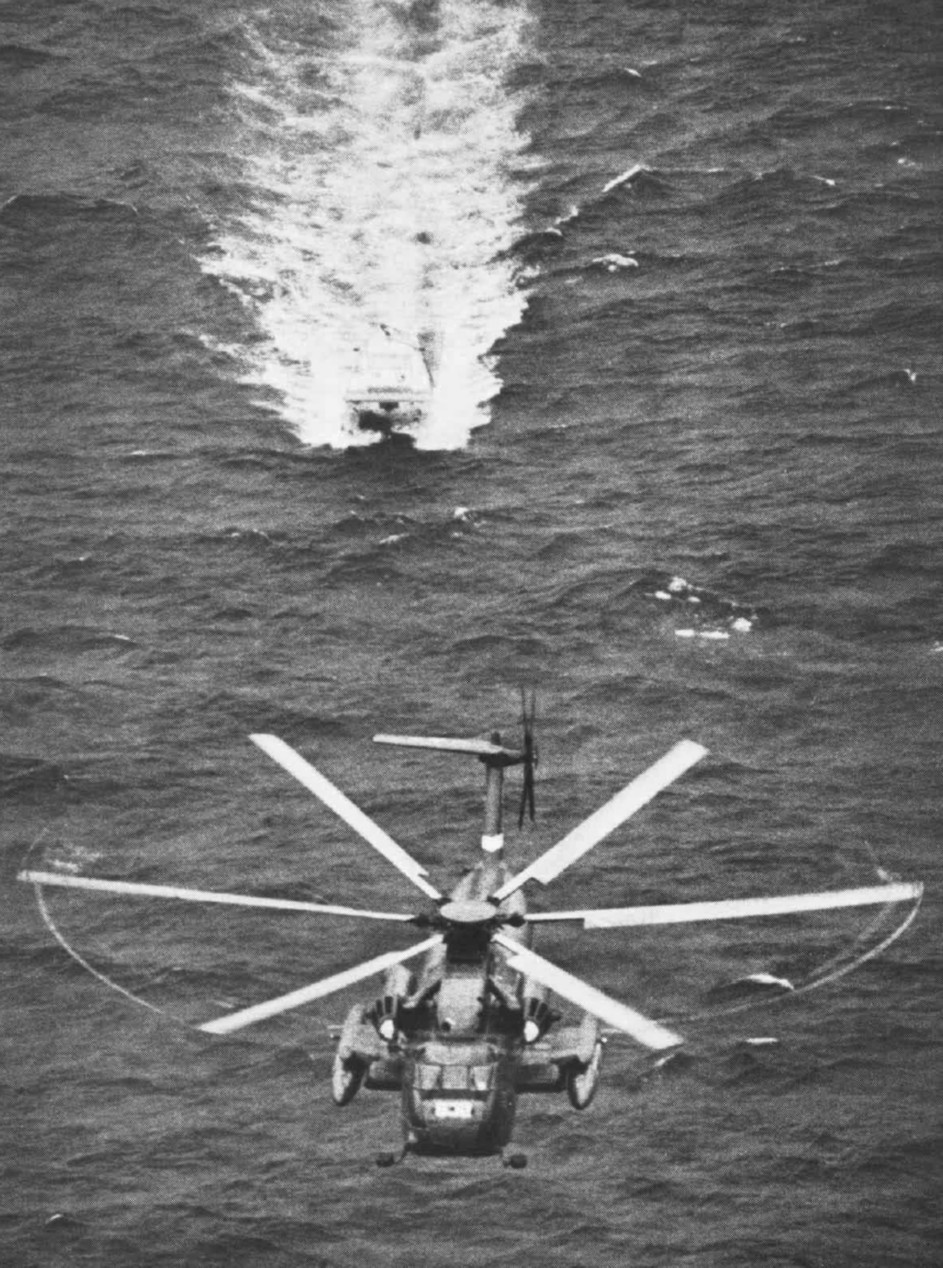
En RH-53D Sea Stallion bogserar en Mk 105 minsvep.

Operation Endsweep var en minröjningsoperation som genomfördes av USA:s flotta i fartvattnen utanför Hai Phong under våren 1973.

## Bakgrund
I maj 1972 började flygplan från amerikanska hangarfartyg att fälla minor i vattnen utanför hamnstaden Hai Phong i syfte att skära av vapentillförseln till Nordvietnam från Kina och Sovjetunionen. Den första fällningen ägde rum 8 maj då tre A-6 Intruder och sex A-7 Corsair II fällde totalt 36 minor utanför Hai Phong. Under de följande månaderna fälldes över tusen minor i området, främst Mark 52 och Mark 36 Destructors.
Mineringen gjorde att 27 kinesiska och sovjetiska fraktfartyg blev instängda i Hai Phongs hamn. Mineringen tillsammans med bombningarna av Ho Chi Minhleden under operation Linebacker gjorde att påskoffensiven inte lyckades uppnå de uppsatta målen och satte press på Nordvietnam vid fredsförhandlingarna.

## Fredsförhandlingarna
Nordvietnam och USA inledde förhandlingar i Paris redan 10 maj 1968, ursprungligen för att förhandla fram ett uppehåll av bombningarna under operation Rolling Thunder. Förhandlingarna försvårades av att FNL och Sydvietnams regering vägrade att erkänna den andre som förhandlingspartner. Ett genombrott i förhandlingarna nåddes först i oktober 1972 efter att Nordvietnam misslyckades med att nå sina mål med påskoffensiven och Richard Nixons avspänningspolitik gentemot Sovjetunionen och Kina hotade att isolera Vietnam. Bombningarna under operation Linebacker II satte också ytterligare press på Nordvietnam. Parisöverenskommelsen undertecknades 27 januari 1973. Ett av kraven från Nordvietnams sida var att minfältet utanför Hai Phong skulle röjas.

## Minröjningen

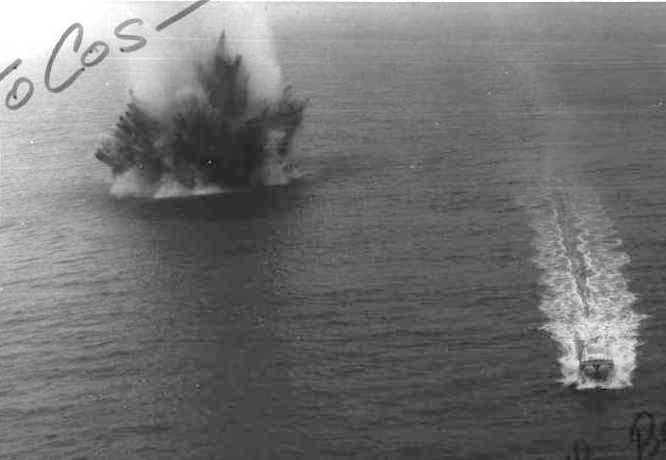
En Mk 105 minsvep utlöser en mina utanför Hai Phong 9 mars 1973.

Den 28 januari avseglade stridsgrupp 78 från Subic Bay mot Hai Phong. Den 5 februari anlände styrkan till Hai Phong där konteramiral Brian McCauley och NVA-överste Hoang Huu Thai träffades för att samordna operationen. Operationen inleddes följande dag då minsveparna Engage, Force, Fortify och Impervious började svepa vattnen närmast kusten skyddade av fregatten USS Worden och jagaren USS Epperson. Senare samma månad anlände amfibiefartygen USS New Orleans, Dubuque, Ogden, Cleveland och Inchon med ett tretiotal Sea Stallion-helikoptrar från 12:e minröjningsdivisionen. Därmed kunde även minröjning från luften påbörjas, vilket snabbade på arbetet.
Minröjningsoperationerna fortsatte fram till 17 april då de avblåstes på grund av aggressivt beteende från vietnamesiska flottan. Operationen återupptogs 18 juni och avslutades en månad senare då amiral McCauley meddelande att hamnarna och farvattnen utanför Hai Phong, Hon Gai och Cam Pha var minfria.